# 浦野一美
浦野 一美（うらの かずみ、1985年〈昭和60年〉10月23日 - ）は、日本の歌手、タレントである。埼玉県坂戸市出身。元プロダクション尾木所属。女性アイドルグループ・渡り廊下走り隊7の元暫定メンバー、AKB48およびSDN48の元メンバーである。

## 略歴
- 2005年10月30日、『AKB48オープニングメンバーオーディション』に合格（応募総数7,924名、最終合格者24名）。
- 2005年12月8日、オープニングメンバー候補生20名のうちの1名として、AKB48劇場グランドオープンの舞台に立った（チームAに所属）。
- 2007年2月、サポートメンバーとしてチームBへ異動した。異動後はチームBの実質的なキャプテンとしての役割や教育係として高く評価されていた[注 1]。
- 2007年10月11日、この日行われた『チームB 2nd Stage「会いたかった」』公演にて、AKSからプロダクション尾木への移籍を発表[1]。
- 2009年6月から7月にかけて実施された『AKB48_13thシングル選抜総選挙「神様に誓ってガチです」』では17位で、シングル選抜入りを果たした。しかし、後述のSDN48への完全異動が発表されたため、結果的にAKB48のメンバーとしては最初で最後の選抜入りとなった[注 2]。
- 2009年8月1日から佐藤由加理、大堀恵、野呂佳代とともに、SDN48としても活動を始める。
- 2009年8月23日に開催された『読売新聞創刊135周年記念コンサート AKB104選抜メンバー組閣祭り』の夜公演において、2010年よりSDN48に完全異動し、同時にAKB48から卒業することが発表された。そして2010年4月16日のチームB4th公演千秋楽をもってAKB48を卒業した。
- 『AKB48 リクエストアワーセットリストベスト100』で、2008年・2009年・2010年の3年連続で1位の曲（「桜の花びらたち」、「初日」、「言い訳Maybe」）に出演。3曲全てのオリジナルメンバーは浦野のみ。
- 2011年5月4日の『SDN48 1st Stage「誘惑のガーター」』公演で、AKB48劇場でのAKB48時代からの通算公演出演回数800回を達成し[2]、AKB48→SDN48在籍中に通算828回[注 3]出演した。
- 2012年3月10日、秋元康がGoogle+上で渡り廊下走り隊7への暫定加入を発表した。AKB48の元メンバーがAKB48の派生ユニットに加入するのは、浦野が初めてとなる[3]。
- 2012年3月23日に行われたAKB48 コンサート「業務連絡。頼むぞ、片山部長! inさいたまスーパーアリーナ」で、渡り廊下走り隊7メンバーとして初お披露目された[4]。
- 2012年3月31日にNHKホールで行われた『SDN48 コンサート「NEXT ENCORE」 in NHKホール』をもってSDN48を卒業。
- 2014年2月9日、Zeppダイバーシティ東京で行われた解散ライブをもって、渡り廊下走り隊7自体の活動が終了。
- 2018年2月14日をもって所属していた芸能事務所のプロダクション尾木を辞めフリーランスとなった[5]。
- 2022年5月8日、6歳年下の男性との結婚をAKB48『3期生15周年公演』で報告した[6]。
- 2023年7月8日、第1子妊娠を報告[7]。10月23日、第1子女児の出産を報告した[8]。
- 2025年6月14日、産後の後遺症で「直腸膣瘻」になっていたことを公表[9]。
- 2025年8月2日、直腸膣瘻の完治と第2子の妊娠を報告した[10]。

## 人物
- AKB48加入当初は高橋みなみと並んでダンスが下手で、よく一緒に居残りをさせられていた[11]。
- 2008年、SKE48創設時に秋元康から移籍を提案され、冗談かと思い軽くOKしたところ、移籍が本決まりになりかけた[12]。
- 2009年4月から2012年3月まで放送されていた『CinDy Syndrome』（bayfm）で、当初は「AKB48の浦野一美です」と挨拶していたが、同年9月以降はAKB48との兼任期間中も含めて「SDN48の浦野一美です」と挨拶していた。また、『CinDy Syndrome』の前に放送されていた『ON8』でも当時のDJ・古川恵実子から「SDN48」と紹介されていた。
- 前述のチームBに異動した際は、自ら「嫌われてもいいから叱る役」を買って出る一方、新メンバーと年齢の近い平嶋は「仲良くなって話を聞く役」となり、渡邊は「ふたりの中間でフォローする」よう役割を決めた[13]。
- AKB48劇場の15時30分開演の公演のことを「おやつ公演」と名付けた[注 4]。
- パティシエの叔父の影響で、スイーツ検定3級を取得[14]。ケーキ作りが得意で、その気になればいつでもケーキ店を開業できるほどの腕前。SDN48の全員卒業が発表された際には、仮に仕事がなくなったらパティシエに転向しようと考えて着々と準備を進めていた[11]。

## SDN48・AKB48在籍時の参加曲

### シングルCD選抜曲
AKB48名義
- 桜の花びらたち
  - Dear my teacher - チームA名義
- 「スカート、ひらり」に収録
  - 青空のそばにいて - チームA名義
- 「会いたかった」に収録
  - だけど… - チームA名義
- 「軽蔑していた愛情」に収録
  - 涙売りの少女
- 「Baby! Baby! Baby!」に収録
  - 初日
- 「大声ダイヤモンド」に収録
  - 大声ダイヤモンド（team B ver.）
- 「涙サプライズ!」に収録
  - 初日 - チームB名義
- 言い訳Maybe

SDN48名義
- GAGAGA
  - 孤独なランナー
- 「愛、チュセヨ」に収録
  - 天国のドアは3回目のベルで開く - アンダーガールズA名義
- 「MIN・MIN・MIN」に収録
  - おねだりシャンパン - アンダーガールズA名義
  - Everyday、カチューシャ（SDN48 ver.）
- 口説きながら麻布十番 duet with みの もんた
- 負け惜しみコングラチュレーション
  - 終わらないアンコール

### アルバムCD選抜曲
AKB48名義
- 『神曲たち』に収録
  - 君と虹と太陽と
- 『ここにいたこと』に収録
  - ここにいたこと - AKB48+SKE48+SDN48+NMB48名義

SDN48名義
- 『NEXT ENCORE』に収録
  - 1ガロンの汗

### その他の参加曲
- シングルCD「少年よ 嘘をつけ!」（「渡り廊下走り隊7」名義）
  - 少年よ 嘘をつけ!
  - 君は考える
  - 姉妹どんぶり - 渡辺麻友・浦野一美

### 劇場公演ユニット曲
AKB48名義
 チームA 1st Stage「PARTYが始まるよ」公演
- キスはだめよ（1st UNIT）
- クラスメイト（2nd UNIT）

 チームA 2nd Stage「会いたかった」公演
- 恋のPLAN
- リオの革命

 チームA 3rd Stage「誰かのために」公演
- ライダー

 チームB 1st Stage「青春ガールズ」公演
- Blue rose
- ふしだらな夏

 チームB 2nd Stage 「会いたかった」公演
- 涙の湘南
- リオの革命

 チームB 3rd Stage「パジャマドライブ」公演
- 鏡の中のジャンヌ・ダルク

 チームB 4th Stage「アイドルの夜明け」公演
- 天国野郎

SDN48名義
 SDN48 1st Stage「誘惑のガーター」公演
- じゃじゃ馬レディー

## 作品

### 映像作品
- 浦野一美/シンデレラストーリー（2014年8月22日、イーネット・フロンティア）

## 出演

### テレビドラマ
- ごくせん 第3シリーズ第3話（2008年5月3日、日本テレビ）
- 特命係長 只野仁4thシーズン突入SP（2009年1月3日、テレビ朝日） - 上田満里奈 役。
- 特命係長 只野仁4thシーズン（2009年1月8日 - 3月12日、テレビ朝日） - 上田満里奈 役。
- 漂流ネットカフェ（2009年4月10日 - 6月19日、MBSテレビ） - ミク 役。
- アンタッチャブル〜事件記者・鳴海遼子〜（2009年10月16日 - 12月18日、ABCテレビ・テレビ朝日共同製作） - 西尾里香 役。
- マジすか学園 最終話（2010年3月26日、テレビ東京） - 馬路須加女学園生徒 役。
- 警部補 矢部謙三 第3話（2010年4月23日、テレビ朝日） - 本人 役。
- TRICK 新作スペシャル2（2010年5月15日、テレビ朝日）※写真出演
- ほんとにあった怖い話 夏の特別編2010 AKB48まるごと浄霊スペシャル「レインコートの女」（2010年8月24日、フジテレビ） - 本人 役。

### バラエティ
- すイエんサー（2008年11月8日・2009年4月7日・6月16日・2010年1月19日、NHK教育）
- おもいッきりDON!（2009年9月25日、日本テレビ）[注 5]
- すっぽんの女たち（2010年6月16日・8月4日・11日・9月2日 - 、テレビ朝日）
- PON!（2010年7月2日 - 不定期、日本テレビ） - ノースリーブスの代理として「行けば大吉!週末“華丸”スポット」のコーナーに出演[注 6]。
- AKB48のあんた、誰?（2013年4月10日 - 10月30日、NOTTV） - 水曜MC。

### テレビアニメ
- クレヨンしんちゃん（2007年3月16日、テレビ朝日）[注 7]

### 映画
- クレヨンしんちゃん 嵐を呼ぶ 歌うケツだけ爆弾!（2007年4月21日公開、東宝） - UNTI女性隊員（新人）役で、映画のアフレコに出演。
- 劇場版TRICK 霊能力者バトルロイヤル（2010年5月8日、東宝） - 本人 役[注 8]。

### ゲーム
- 萌える麻雀 もえじゃん!（2008年、ハドソン PSPソフト） - 都裏サクラ、オーナー 役。

### ラジオ
- AKB48 明日までもうちょっと。（2007年11月19日 - 2012年3月26日・不定期出演、文化放送）
- Holiday Special bayfm meets AKB48 3rd Stage〜REAL〜（2008年9月15日、bayfm）
- DJ Tomoaki's Radio Show!（2008年10月23日、下北FM）
- YAMAMAN presents MUSIC SALAD FROM U-kari STUDIO（2009年2月25日、bayfm）
- CinDy Syndrome（2009年4月2日 - 2012年3月29日、bayfm）
- リッスン? 〜Live 4 Life〜（2009年11月5日・2014年2月25日、文化放送）
- AKB48のオールナイトニッポンSDN48スペシャル（2010年6月18日、ニッポン放送）
- SDN48のオールナイトニッポンR ラジオ・チャリティ・ミュージックソンスペシャル（2010年12月24日、ニッポン放送）
- 〜IDOL SHOWCASE〜 i-BAN!!（2011年12月18日、NACK5）
- 渡り廊下走り隊7（2012年3月25日 - 、不定期出演、ニッポン放送）
- The Nutty Radio Show おに魂（2013年1月7日、NACK5） - 代理パーソナリティとして。
- そごう千葉店 オーロラモールジュンヌ presents JUNNU CAFE（2013年4月28日、bayfm） - 佐藤由加理の代理パーソナリティ。
- MOZAIKU NIGHT（2014年4月2日 - 2016年3月30日、bayfm） - 水曜DJ。

### インターネットテレビ
- 古坂大魔王のカツアゲ!（2012年4月、アメーバスタジオ） - 6代目見習い[注 9]。

### PV
- Aqua Timez「プルメリア 〜花唄〜」（2009年）

### 舞台
- 中野ブロンディーズ（2008年12月20日 - 25日、新国立劇場 小劇場） - 音木 役
- 劇団たいしゅう小説家「キマズゲ〜愛のことば〜」（2010年4月29日 - 5月5日、東京芸術劇場）- 朝日奈輝乃 役
- ブレイクスルーJAPAN 2010「秘蜜。」（2010年8月14日、新宿スペース107） - 神さま 役
- アトリエ・ダンカンプロデュース音楽劇「ACT泉鏡花」（2010年10月1日 - 10日、東京グローブ座 / 12日、仙台電力ホール / 15日、名鉄ホール / 17日、長崎市公会堂 / 20日、京都芸術劇場春秋座 / 23日・24日、北國新聞赤羽ホール）- 人形の少女、亀姫 役 他[15]
- DUMP SHOW!（2011年7月16日 - 31日、サンシャイン劇場 / 8月10日 - 14日、サンケイホールブリーゼ） - ひかる 役
- 中野ブロンディーズ（2011年10月6日 - 10日、サンシャイン劇場 / 19日 - 27日、新神戸オリエンタル劇場） - ゆずか 役
- GO, JET!GO!GO!〜I LOVE YOUが言えなくて〜（2012年10月24日 - 28日、新宿スペース107）
- 眠れぬ町の王子様〜prince of the sleepless town〜（2012年11月28日 - 12月2日、全労済ホールスペース・ゼロ）
- 〜美浜青春グラフィティ〜「千葉魂（CHIBA SOUL）」（2013年3月15日・16日、千葉市美浜文化ホールメインホール）
- GO, JET!GO!GO!〜I LOVE YOUが言えなくて〜再演（2013年5月8日 - 12日、新宿スペース107）
- CORNFLAKES 第10回記念公演「博士と太郎の異常な愛情」（2013年7月24日 - 30日、俳優座劇場）
- 第10回東京パフォーマーズ倶楽部プロデュース公演「浅草あちゃらか」（2013年11月7日 - 12月1日、俳優座劇場）
- 千葉魂（CHIBA SOUL）II（2014年3月8日、千葉市美浜文化ホール・メインホール）
- 千葉魂（CHIBA SOUL）III（2015年3月14日・15日、千葉市美浜文化ホール・メインホール）
- シェアハウス-O・MO・TE・NA・SHI-番外編〜CinDyのお留守番♪〜（2015年10月29日 - 11月3日、アクアスタジオ）

### イベント
- ピーアーク presents 幕張メッセどきどきフリーマーケット2009（2009年5月3日、幕張メッセ国際展示場1 bayfm特設ステージ）
- 浦野一美（シンディ）[注 10]のつまらない話を聞きながら美味しくスイーツを食べる会（2012年2月6日、AKB48 CAFE&SHOP AKIHABARA）
- 浦野一美（シンディ）[注 10]の相当つまらない話を聞きながら美味しくスイーツを食べる会（2012年2月13日、AKB48 CAFE&SHOP AKIHABARA）

## 書籍

### カレンダー
- 浦野一美 2011年カレンダー（2010年9月30日、ハゴロモ）
- 浦野一美 2014年カレンダー（2013年10月23日、トライエックス）
- 浦野一美 2015年カレンダー（2014年10月4日、トライエックス）